# 게이프렌들리

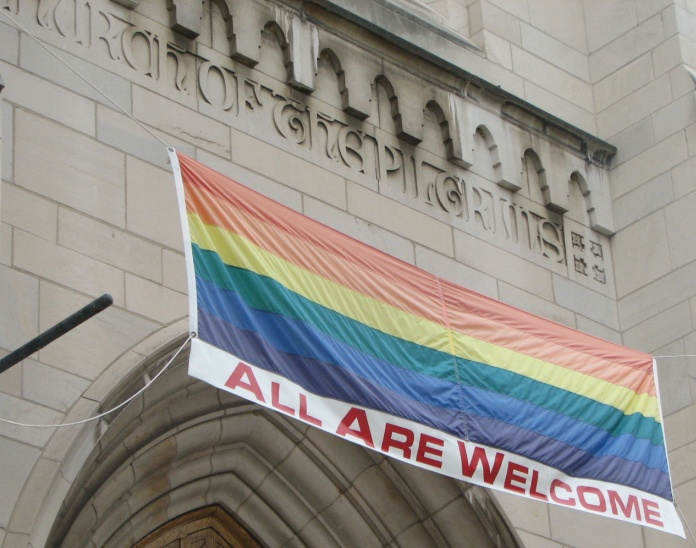

게이프렌들리(Gay-friendly)는 게이 (및 LGBT에 포함된 사람들 모두)에 대해 열린 상태임을 의미하는 말이다. 주로 도시와 국가, 정책, 사람과 단체 등이 그들에 대한 지원과 연계를 구축하고 그들을 포함한 모든 사람에 대한 존중을 표현하기 위해 사용된다.